# ある兵士の賭け
『ある兵士の賭け』（あるへいしのかけ、英: The Walking Major）は、1970年6月6日に公開された日本映画。製作は石原プロモーション、配給は松竹映配。
第28回ゴールデングローブ賞の外国映画賞(英語映画)にノミネートされた。

## あらすじ
1960年のクリスマスを前に、駐日米軍大尉のクラーク・アレンは、兵隊のデニスとともに、キャンプ座間から別府市の白菊寮という孤児施設まで二週間で歩きぬくという賭けをする。6500ドルの拠金は、成功したら白菊寮の改築に充てるというので美談に日本がわいた。だがカメラマンの北林宏は、1952年の朝鮮戦争を取材中、アレンが罪のない農民を射殺してその子を孤児にしたのを知っていたので怒り、途中でアレンを待ち伏せして追求した。アレンは朝鮮から日本へ来て白菊寮の子供たちと親しみ、山田ママと親しくなり、寮の建物が雨漏りしているのを直そうと思ったのだ。だが広島近くでデニスが熱を出し、通りかかった滝口節子の車で医者へ連れていかれ、治ったデニスは節子の車で山口県でアレンに追いつくが、その後アレンは崖から落ちて足を怪我してしまう。だが約束のクリスマスの日にアレンは白菊寮へ着く。61年から改築が始まったが資金がたらず、アレンは再度座間から大分まで歩くが三万円しか集まらなかった。北林は大分の新聞社の衣笠と協力して募金を募り、アレンは三度目に歩いて白菊寮の改築は完成する。
だがアレンは少佐に昇進し、ベトナム戦争に従軍し、北林はベトナムへアレンを訪ねて和解し、将来は人類はもっと仲良くできるだろうと語り合う。デニスも軍曹となって一緒にいたが、北林が発ったあと、アレンはゲリラの攻撃で戦死してしまう。大分の空港で山田ママと成長した子供たちがアレンを待っていると、飛行機から降りたのは北林だけで、アレンは戦死したと伝える。そして北林は、アレンの心を知るために、自分で大分へ向かって歩き始めるのだったーー。

## スタッフ
- 監督：キース・エリック・バード（キース・ラーセン）
- 共同監督：千野皓司、白井伸明
- 製作総指揮：石原裕次郎、中井景
- 製作・原案：奥田喜久丸
- ストーリー：ジェームス三木
- 脚本：ヴィンセント・フォートレー、猪又憲吾
- 撮影：金宇満司、奥村裕治、西山東男
- 音楽：山本直純
- 主題歌：「ある兵士の賭け」 - 作詞：阪田寛夫／作曲：山本直純／編曲：森岡賢一郎／歌：フォーリーブス（CBS・ソニーレコード）

## キャスト
- クラーク・J・アレン：デール・ロバートソン
- 北林宏：石原裕次郎
- デニス・パーマ：フランク・シナトラJr.
- ケリー・アレン：ディナ・メリル
- 山田シゲ：新珠三千代
- ホワイト大尉：キース・ラーセン
- フランク趙：藤村有弘
- 戸田京子：石原佑利子
- ローズ・アレン：リンダ・パール
- ボニイ・アレン：キース・ラーセンJr.
- 村の娘：渚まゆみ
- 老医師：信欣三
- ボイラーマン：左卜全
- 滝口節子：浅丘ルリ子
- 衣笠忠夫：三船敏郎

## 備考
日本側の監督は最初、千野皓司であったが、中井景プロデューサーと対立して降板。助監督だった白井伸明が後を引き継いで完成させた。